# Torremolinos
Torremolinos és un municipi d'Andalusia, a la província de Màlaga. Limita al nord-est amb el municipi de Màlaga, a l'est i sud-est amb la mar Mediterrània, al sud-oest i oest amb el municipi de Benalmádena, i al nord-oest amb el municipi d'Alhaurín de la Torre.

## Demografia
A Torremolinos, degut al fet que és un dels grans referents turístics mundials, es troba a persones amb una gran varietat de procedències, com holandesos, xinesos, alemanys, francesos, i un llarg etcètera, sobresortint entre aquestes els britànics. El poble alemany coneix aquesta localitat gràcies al llibre "Hijos de Torremolinos", de l'escriptor James A. Michener, de 1971, que narra la història d'uns adolescents torremolinencs de l'època.

## Economia
L'activitat econòmica principal és el turisme. Compta amb més de 6 km de platja en el seu litoral.

## Clima
A causa de la seva localització geogràfica, Torremolinos gaudeix d'un molt bon clima, amb temperatures compreses entre els 15 i els 30 °C i una humitat del 75%, aproximadament. Torremolinos té una extensió de 20,17 km².

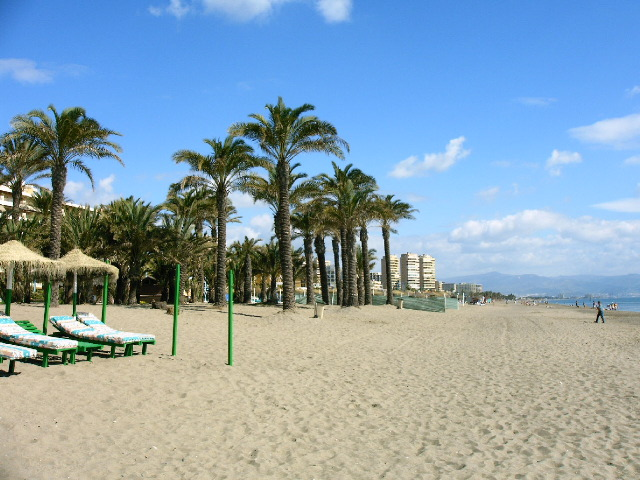
Platja de Torremolinos

## Història
El seu nom procedeix de les paraules "Torre" i "Molinos", ja que antigament existia una gran quantitat de molins d'aigua en aquesta zona, encara que actualment en resten molt pocs, mal conservats, i la torre és utilitzada com decoració per a un restaurant. La seva primera aparició ocorre en el mapa del Marquès de l'Ensenada de 1748. Torremolinos fou una petita vila de pescadors fins al final de la dècada de 1950, quan es va convertir en un dels primers centres turístics de la Costa del Sol. Es va unir a la capital el 1924 per problemes econòmics fins al 27 de setembre de 1988, que se segrega del municipi de Màlaga.